# Чупира
Чупи́ра — село в Маловільшанській сільській громаді Білоцерківського району Київської області. Розташоване над річкою Насташка.
Населення — близько 1 300 жителів

## Історія
Засноване в 16 столітті.
Село при вершині струмка Насташки. Років за 200 це був хутір належав Насташському міщанину Чупира. Тепер тут жителів обох статей 1150. Більшу частину їх становить шляхта, а поміж неї до 80 осіб обох статей тримаються ще латинства, хоча, як і скрізь в губернії, засвоїли звичаї і мову малоросіян. По-польськи вважають себе зобов'язаними пояснюватися тільки з ксьондзами, що вони бережуть в нашому краї спільно з деякими багатими поміщиками, залишки полонізму. між собою шляхтичі польські говорять звичайно по малоросійські. Церква дерев'яна, побудована в 1745 р., за штатом належить до 6-го класу; землі має 36 десятин. (Сказания о населенных местностях Киевской губернии или статистические, исторические и церковные заметки о всех деревнях, селах, местечках и городах, в пределах губернии находящихся / Собрал Л. Похилевич. - Біла Церква: Видавець о.В. Пшонківський, 2005. - с.414)
Село постраждало внаслідок голодомору у 1932—1933 роках..
До сільради села Чупира прив'язана Бугаївка — хутір в Білоцерківському районі Київської області, розташований за 3 км на південний захід від Білої Церкви. Відомий також під назвою УЧГОСП-2, або відділок № 2. Був створений як окреме господарство БНАУ поруч із його дослідними полями. Зараз тут діє колгосп, є кілька ставків та багатоповерхових будинків.
Метричні книги, клірові відомості, сповідні розписи церкви св. Димитрія с. Чупира XVIII ст. - Білоцерківської округі Київської губ.(нам.), з 1797 р. Васильківського пов. Київської губ.; ХІХ ст. - Єзерянської волості Васильківського пов. Київської губ. зберігаються в ЦДІАК України. http://cdiak.archives.gov.ua/baza_geog_pok/church/chup_002.xml [Архівовано 3 січня 2019 у Wayback Machine.]

## Населення

### Мова
Розподіл населення за рідною мовою за даними перепису 2001 року:
| Мова       | Кількість | Відсоток |
| ---------- | --------- | -------- |
| українська | 1303      | 99.54%   |
| російська  | 4         | 0.30%    |
| білоруська | 1         | 0.08%    |
| румунська  | 1         | 0.08%    |
| Усього     | 1309      | 100%     |

## Відомі особистості
В поселенні народився:
- Ростовський Олександр Якович (1946-2016) — український педагог.

## Джерело
- Облікова картка на сайті ВРУ[недоступне посилання з серпня 2019]